# Aloe pseudoparvula
Aloe pseudoparvula ist eine Pflanzenart der Gattung der Aloen in der Unterfamilie der Affodillgewächse (Asphodeloideae). Das Artepitheton pseudoparvula leitet sich vom griechischen Wort pseudo für ‚falsch‘ ab und verweist auf die Ähnlichkeit mit der Art Aloe parvula.

## Beschreibung

### Vegetative Merkmale
Aloe pseudoparvula wächst stammlos, verzweigt und bildet Klumpen. Die 10 bis 15 aufrecht-ausgebreiteten bis zurückgebogenen, deltoid-zugespitzten Laubblätter bilden eine Blattrosette. Die graugrüne, häufig rosafarben linierte Blattspreite ist 7 Zentimeter lang und 1,5 Zentimeter breit. Auf der Blattoberseite befinden sich zerstreut zahlreiche gerundete Stachelchen von bis zu 2 Millimetern Länge. Die weichen, weißlichen Zähne am Blattrand sind 1 Millimeter lang und stehen 2,5 Millimeter voneinander entfernt.

### Blütenstände und Blüten
Der Blütenstand ist einfach oder weist einen Zweig auf und erreicht eine Länge von bis zu 55 Zentimetern. Die ziemlich lockeren, zylindrischen Trauben bestehen aus 15 bis 20 Blüten. Die rötlich überhauchten Brakteen weisen eine Länge von 5 bis 8 Millimeter auf und sind 3 Millimeter breit. Die hellrosaroten, zylindrischen Blüten stehen an bis zu 15 Millimeter langen, rosafarbenen Blütenstielen. Sie sind etwa 25 Millimeter lang und in der Mitte auf 5 Millimeter erweitert. Die äußeren Perigonblätter sind auf einer Länge von 5 Millimetern nicht miteinander verwachsen. Die Staubblätter und der Griffel ragen nicht aus der Blüte heraus.

## Systematik und Verbreitung
Aloe pruinosa ist in Zentral-Madagaskar in Höhen von etwa 1200 Metern verbreitet.
Die Erstbeschreibung durch Jean-Bernard Castillon wurde 2004 veröffentlicht.

## Nachweise